# Leschenaultia inermis
Leschenaultia inermis là một loài ruồi trong họ Tachinidae.